# 沃尔巴赫
沃尔巴赫是德国巴伐利亚州的一个市镇。总面积7.58平方公里，总人口1293人，其中男性631人，女性662人（2011年12月31日），人口密度171人/平方公里。